# Sanford Clark
 (janvier 2009).
Si vous disposez d'ouvrages ou d'articles de référence ou si vous connaissez des sites web de qualité traitant du thème abordé ici, merci de compléter l'article en donnant les références utiles à sa vérifiabilité et en les liant à la section « Notes et références ».
Pour les articles homonymes, voir Clark.
Sanford Clark né le 24 octobre 1935 à Tulsa en Oklahoma et mort le 4 juillet 2021 à Joplin (Missouri), est un chanteur américain de musique country, de rockabilly et de rock.

## Biographie
Sanford Clark grandit à Phoenix en Arizona à partir de l'âge de 9 ans.

### Carrière
Sanford Clark possédait une voix merveilleuse et donnait volontiers dans le rockabilly le plus pur[non neutre] comme dans Lonesome for a letter que l'on peut trouver dans l'album pirate Modern Romance (DO-JA 18 11 43). Dans les débuts des années cinquante, il rencontre le guitariste Al Casey qui le présente au disc-jockey Lee Hazlewood, patron du nouveau label MCI. Lee lui propose de chanter The fool (composé par sa femme Naomi Ford) à Sanford qui l'enregistre aussitôt avec Al Casey à la guitare et le disque sort en 1955, un country rock lancinant avec sur la face B un rockabilly Llonesome for a letter. Une réussite qui conduit Dot Records à rééditer les deux titres. Il triomphe en 1956 aux États-Unis.